# معركة حمض
معركة حمض هي معركة وقعت في 18 مايو 1920 بين قوات الشيخ سالم المبارك الصباح بقيادة الشيخ دعيج بن سلمان الصباح والإخوان بقيادة فيصل بن سلطان الدويش في حمض في شمال قرية العليا.

## الأسباب
في عام 1920 شيد الإخوان هجرة لهم في قرية العليا فأرسل الشيخ سالم المبارك الصباح سرية بقيادة الشيخ دعيج بن سلمان الصباح نزلت في حمض شمال قرية العليا وكان الشيخ سالم في نيته ان تدخل السرية الرعب في قلوب الاخوان وبالتالي ثنيهم من مواصلة بناء الهجرة.

## المعركة
قاد الشيخ دعيج بن سلمان الصباح السرية ونزل في حمض بالقرب من قرية ومعه مائة فارس ومائتي من المشاة فأرسل ابن شقير إلى فيصل بن سلطان الدويش بالأرطاوية للاستنصار به، فقدم بقوة من 2,000 مقاتل وهاجم قوات دعيج في حمض 18 مايو وهزمت قوات الشيخ دعيج بن سلمان الصباح ورجعت إلى الكويت.
بعد هزيمة جيش الشيخ دعيج بن سلمان قام الشيخ سالم المبارك الصباح ببناء سور على الكويت وواحضر ضاري بن طوالة ومن معه من شمر في شهر سبتمبر ومعه قومه واراد سالم المبارك الصباح غزوا إبن شقير والإخوان في قرية العليا.
فأرسل دعيج الصباح ومعه ضاري بن طوالة لغزو الإخوان في جرية، إلا ان كل من دعيج الصباح وضاري بن طوالة اختلفا بالطريق على القيادة ولم يهاجموا احدا بل رجعوا إلى الجهراء ، وقيل ان قوات الشيخ دعيج الصباح وضاري بن طوالة وبينما هم سائرون قد انفلت منهم أحد الموالين للإخوان خفية وذهب لينذر ابن شقير وقومه فعلم الجيش بالصعوبة التي سيلاقيها فرجع أدراجه.